# Mireille Kuttel
Pour les articles homonymes, voir Küttel.
Mireille Kuttel (Renens, 10 janvier 1928 - Lausanne, 22 mai 2018) est une  écrivaine et journaliste vaudoise.

## Biographie
Petite-fille d'émigrés piémontais, Mireille Kuttel, après des études à Lausanne, travaille comme journaliste libre, notamment au Service de presse suisse et comme écrivaine. Elle publie un grand nombre de nouvelles et de récits dans des magazines, des revues, des journaux. Elle écrit également des textes pour la Radio suisse romande, dont Le Clown, Les villes qu'on oublie.
Devenue suissesse par son mariage, elle commence son activité littéraire en 1956 avec un recueil de nouvelles, Jeu d'ombres, suivi d'une dizaine de romans, en partie traduits en italien ou en allemand. Parmi cette œuvre romanesque, on peut citer L'oiseau-sésame (1970), La Malvivante (1978), La Pérégrine (1983), Un balcon sur la mer(1990), La conversation (1996). En 1978, le prix Schiller vient couronner son œuvre. Outre ses romans, Mireille Kuttel écrit une pièce radiophonique.
Dans ses romans, elle se passionne pour le sort et l'histoire quotidienne des petites gens ; elle s'efforce de défendre la cause des femmes et dénonce les vicissitudes des immigrés en Suisse. C'est surtout à partir de 1979, dans la deuxième partie de son œuvre, que Mireille Kuttel développe le thème de l'italianité et de l'exil en Suisse, incarné par des personnages féminins La Malvivante, La Pérégrine, La Maraude. Auparavant, elle publie des romans déjà centrés sur des figures de femmes comme Lor dans La Parenthèse. Ses héroïnes ont un sens très vif de la justice qui les amène à changer le cours imposé des choses.
Membre de l'Association vaudoise des écrivains et de la Société suisse des écrivains, Mireille Kuttel a reçu de nombreux prix : le Premier prix du Service de presse suisse en 1958 pour La parenthèse, le prix Schiller 1979 pour La malvivante, le prix Lipp-Genève 1991 pour Un balcon sur la mer. Elle reçoit, également, le Prix international "Piémontais dans le monde" en 1990.
En 2003, paraît Bandonéon, roman publié par les éditions de L'Âge d'Homme.

## Œuvres
- Jeu d'ombres : nouvelles. Lausanne : Éditions Favre, 1956[9].
- La Parenthèse. Lausanne : Editions Spes, 1958.
- Pièges. Renens, Henri Chabloz, 1960.
- Au bout du compte. Lausanne : Editions Spes, 1961.
- Les Cyclopes. Lausanne : Editions Spes, 1965.
- L’Oiseau-Sésame. Bienne : Ed. du Panorama, 1970.
- Mireille Kuttel, La Malvivante, L'Âge d'Homme, 1er mars 1990 (ISBN 9782825134139)
- La Pérégrine. Lausanne : L'Âge d'Homme, 1983.  (ISBN 9782825126356)
- La Maraude. Lausanne : L'Âge d'Homme, 1986.  (ISBN 9782825126349)
- Un Balcon sur la mer. Lausanne : L'Âge d'Homme, 1990.  (ISBN 9782825101254)
- Con si sa di sale. Cavallermaggiore : Gribaudo, 1992. Traduction en italien de La Pérégrine.
- La Rizière. Lausanne : L'Âge d'Homme, 1993.  (ISBN 9782825104521)
- La Conversation. Lausanne : L'Âge d'Homme, 1996.  (ISBN 9782825107836)
- La grande maison. Lausanne : L'Âge d'Homme, 2001.  (ISBN 9782825115756)
- Claudine Roulet (préf. Mireille Kuttel), La maison loin de tout, Plaisir de lire, 1er janvier 2002 (ISBN 978-2883870222)
- Bandonéon. Lausanne : L'Âge d'Homme, 2003.  (ISBN 9782825117552)